# Креповский
Креповский — хутор в Урюпинском районе Волгоградской области России, в составе Креповского сельского поселения.
Население — 356 (2010)

## История
Дата основания не установлена. Первоначально относился к юрту станицы Котовской Хопёрского округа Земли Войска Донского (с 1870 года — Область Войска Донского). Предположительно основан во второй половине XIX века. Согласно Списку населённых мест Земли войска Донского по сведениям за 1859 год на хуторе Крепский проживали 105 мужчин и 110 женщин. Согласно переписи населения 1897 года на хуторе Креповском проживало 196 мужчины и 210 женщин. Большинство населения было неграмотным: грамотных мужчин — 67, женщин — нет.
Согласно алфавитному списку населённых мест Области Войска Донского 1915 года на хуторе проживало 288 мужчин и 301 женщина, имелись хуторское правление и приходское училище, земельный надел составлял 1680 десятин. Хутор обслуживала Урюпинская почтово-телеграфная контора.
В 1921 году хутор был включён в состав Царицынской губернии. С 1928 года — в составе Урюпинского района Хопёрского округа (упразднён в 1930 году) Нижне-Волжского края (с 1934 года — Сталинградского края, с 1936 года Сталинградской области, с 1961 года — Волгоградской области).
В 1960 году центр Креповского сельсовета был перенесен из хутора Креповский в хутор Ольшанка, а Креповский сельсовет переименован в Ольшанский. Законом Волгоградской области от 30 марта 2005 года № 1037-ОД «Об установлении границ и наделении статусом Урюпинского района и муниципальных образований в его составе» было образовано Креповское сельское поселение с административным центром в посёлке Учхоз.

## География
Хутор расположен в степной местности, в пределах Хопёрско-Бузулукской равнины, являющейся южной оконечностью Окско-Донской низменности, на правом берегу реки Ольшанка, западнее посёлка Учхоз. Центр хутора расположен на высоте около 80 метров над уровнем моря. Почвы — чернозёмы обыкновенные.
Близ хутора проходит автодорога Урюпинск — Новониколаевский. По автомобильным дорогам расстояние до областного центра города Волгоград составляет 330 км, до районного центра города Урюпинск — 11 км.
Часовой пояс
Креповский, как и вся Волгоградская область, находится в часовой зоне МСК (московское время). Смещение применяемого времени относительно UTC составляет +3:00.

## Население
Динамика численности населения по годам:
| 1859 | 1873 | 1897 | 1915 | 1987 | 2002 |
| ---- | ---- | ---- | ---- | ---- | ---- |
| 215  | 342  | 406  | 589  | ≈280 | 355  |

| 2010 |
| ---- |
| 356  |